# Неполяризоване світло

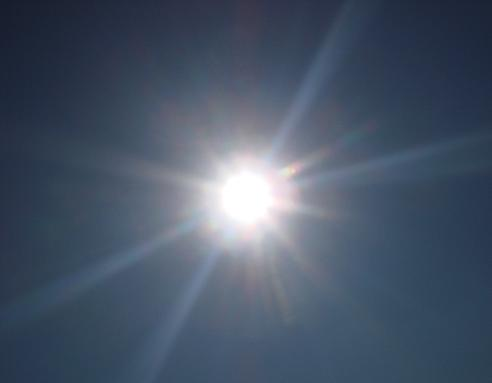
Сонце є джерелом неполяризованого світла.

Неполяризоване світло — світло, електромагнітний вектор поляризації якого має випадковий напрямок відносно вектору розповсюджуваної хвилі.